# تپه قاباخ تپه سی بزرگ
تپه قاباخ تپه سی بزرگ در شهرستان کمیجان، بخش مرکزی، دهستان اسفندان، روستای چلبی واقع شده و این اثر در تاریخ ۱۵ دی ۱۳۸۷ با شمارهٔ ثبت ۲۴۲۹۶ به‌عنوان یکی از آثار ملی ایران به ثبت رسیده است.